# Mali Cvjetnić
Mali Cvjetnić (szerbül: Мали Цвјетнић) szerb falu Bosznia-Hercegovinában, Bihács községben, a Bosznia-hercegovinai Föderáció Una-Szanai kantonjában.

## Fekvése
Bihács központjától légvonalban 51, közúton 105 km-re délkeletre, Drvartól légvonalban 16, közúton 25 km-re északnyugatra fekszik. Mali Cvjetnić Veliki Cvjetnićtől délre található, és csak a Čelije-patak választja el őket. Nyugaton a falu határát a Krka folyó medre és a Kordina-hegy, délen a Vučijak-hegy képezi, keleten pedig a Hrnjadi-fennsíkig terjed. A falu viszonylag sík, a házak elszórtan helyezkednek el, körülöttük szántóföldek találhatók, de vannak egyedi sziklás kiemelkedések is. Bár több oldalról vizek határolják, magában a faluban nincsenek források.

## Népessége
Lakossága 2013-ban 10 fő volt, teljes egészében szerb etnikumú.
| Nemzetiségi csoport | Népesség 1991 | Népesség 2013 |
| ------------------- | ------------- | ------------- |
| Szerb               | 111           | 10            |
| Bosnyák             | 0             | 0             |
| Horvát              | 0             | 0             |
| Jugoszláv           | 1             | 0             |
| Egyéb               | 0             | 0             |
| Összesen            | 112           | 10            |

## Története
A település már ősidők óta lakott lehetett. Erről tanúskodnak a határában levő „Gradina” és „Crkvina” helynevek. A Čelije-patak folyásának utolsó kilométere mélyen belevág a sziklás alapkőzetbe, és ezen a részen szurdokot képez. A szurdok oldalaiban 20-30 m magasságban, mindkét oldalon számos természetes barlang található. A barlangok bejáratai 1 méter magas mészkőfallal vannak felfalazva, így e fal fölött még vannak nyílások. Az a feltételezés, hogy ezek a barlangok remetelakások voltak. Ezt a következtetést az a tény is erősíti, hogy a közvetlen közelében található a Martin Brodban található a Rmanj kolostor, ahol kis megszakításokkal mindig is voltak szerzetesek.
A település 1996-ig Drvar községhez tartozott.

## Nevezetességei
A Čelije szurdokában található remetebarlangok.

## Fordítás
- Ez a szócikk részben vagy egészben  a   Mali Cvjetnić című bosnyák Wikipédia-szócikk ezen változatának fordításán alapul.  Az eredeti cikk szerkesztőit annak laptörténete sorolja fel. Ez a jelzés csupán a megfogalmazás eredetét és a szerzői jogokat jelzi, nem szolgál a cikkben szereplő információk forrásmegjelöléseként.